# Parafia Najświętszego Ciała i Krwi Chrystusa w Sokółce
Parafia pw. Najświętszego Ciała i Krwi Chrystusa w Sokółce – rzymskokatolicka parafia należąca do dekanatu Sokółka, archidiecezji białostockiej, metropolii białostockiej.
Parafia jest siedzibą dekanatu Sokółka.

## Historia parafii
W roku 1983 ks. bp Edward Kisiel podjął decyzję o budowie drugiego kościoła w Sokółce, na Osiedlu Zielonym. 12 czerwca 1987 roku ks. bp Edward Kisiel erygował parafię Najświętszego Ciała i Krwi Chrystusa w Sokółce. Pierwszym proboszczem został ks. Józef Kuczyński.
Kościół parafialny
Przy pomocy ówczesnego dziekana sokólskiego ks. Tadeusza Kalinowskiego oraz całej parafii sokólskiej w latach 1986–1993 został zbudowany kościół z cegły klinkierowej według projektu architektów Hieronima Kiezika i Jerzego Marii Ulmana. Świątynię konsekrował metropolita białostocki ks. abp Stanisław Szymecki 10 października 1993 roku. W następnych latach wyposażono świątynię oraz wzniesiono także plebanię.
Cmentarz parafialny
W odległości 1 km od kościoła, przy szosie do Krynek, znajduje się ogrodzony cmentarz grzebalny o powierzchni 6,5 ha – poświęcony 13 lipca 1997 roku przez abpa Stanisława Szymeckiego i bpa Edwarda Ozorowskiego.

## Zasięg parafii
Do parafii należą wierni z miejscowości: Bilwinki (6 km), Bobrowniki (6), Drahle (3), Horczaki Górne i Dolne (8-10), Kurowszczyzna (4), Nowa Kamionka (3), Stara Kamionka (5), Szyszki (2), Wojnachy (3), Zaścianki (4) oraz z Sokółki mieszkający przy ulicach: Cichej, Jana Pawła II, Kleeberga, Kryńskiej, Nadrzecznej, Nowej, Plater, Spokojnej, Stawowej, Wodnej, Wschodniej  i Os. Zielone.